# Urbanistica di Ferrara
L'urbanistica di Ferrara riguarda la trasformazione che ha interessato la città estense sul piano dell'architettura e della viabilità nelle diverse epoche storiche. L'urbanistica territoriale specifica è diventata col trascorrere dei secoli oggetto di una sempre più precisa pianificazione organica.
Un aspetto fondamentale da tenere presente affrontando la nascita, la crescita e le mutazioni che si sono succedute nel tempo ed hanno riguardato l'intero tessuto urbano è la sua cinta muraria. Le mura di Ferrara hanno visto, sin dal primo tempo della sua fondazione, l'evoluzione da un castrum fortificato, ad una città lineare, ad una città in fase di crescita anche verso nord sino ad arrivare alla definizione di un sistema di difese cittadine che è rimasto sostanzialmente inalterato nella sua estensione territoriale per numerosi secoli.
Questo sistema murario ha contribuito a farla definire la prima città moderna d'Europa e ha fatto ottenere nel 1995 l'inserimento di Ferrara fra i Patrimoni dell'umanità da parte dell'UNESCO.
La storia di Ferrara ebbe inizio in l'epoca medievale col trasferimento dalla sede vescovile di Voghenza. Voghenza in epoca romana era una piccola cittadina sul ramo principale del Po con economia essenzialmente agricola e legata anche al piccolo commercio legato alle vie fluviali. I traffici col tempo aumentarono, iniziarono le prime bonifiche e non lontano da Voghenza vennero costruite strade come la via Popilia, la via Annia e la via Emilia.

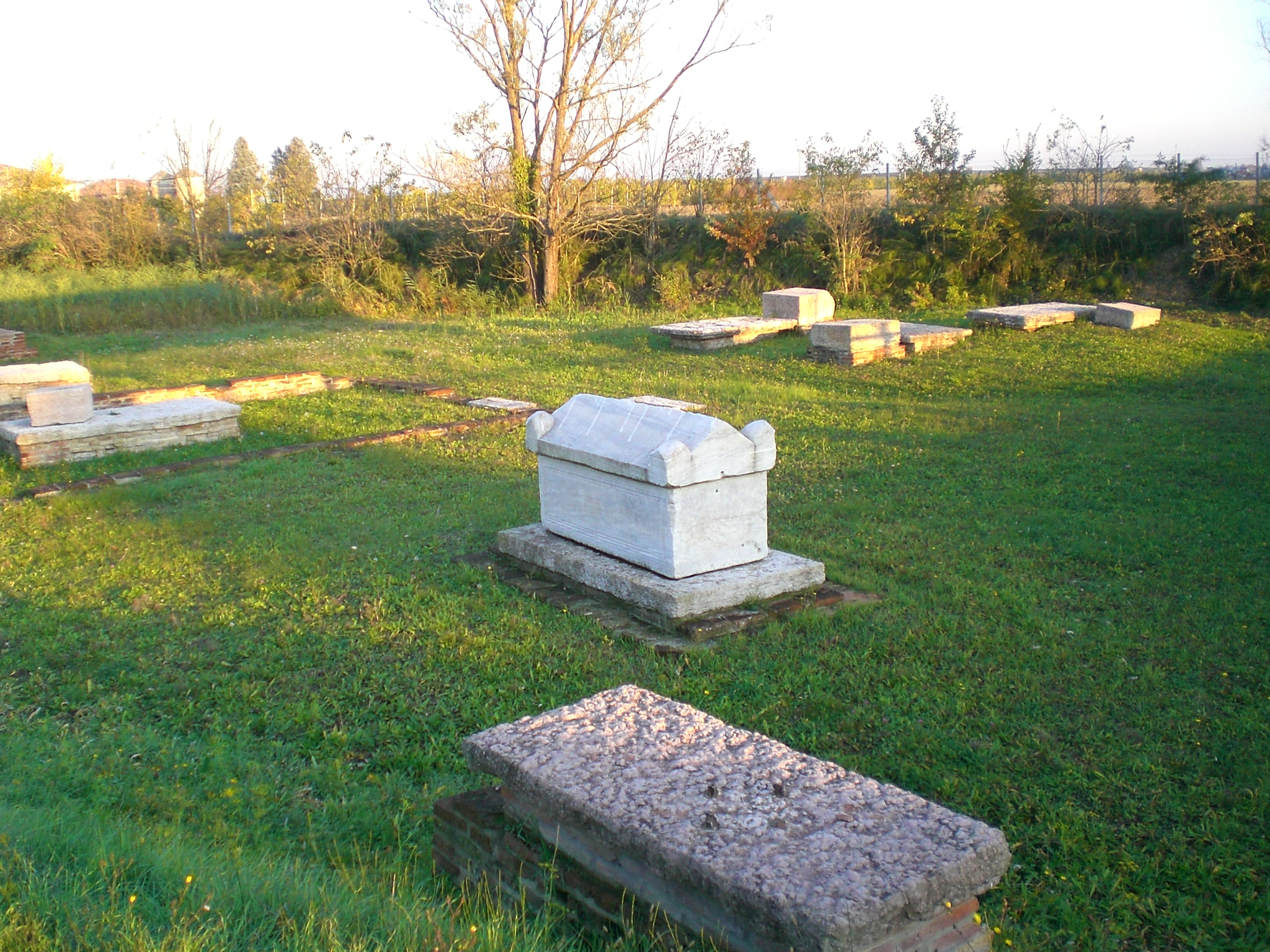
Area archeologica di Voghenza.

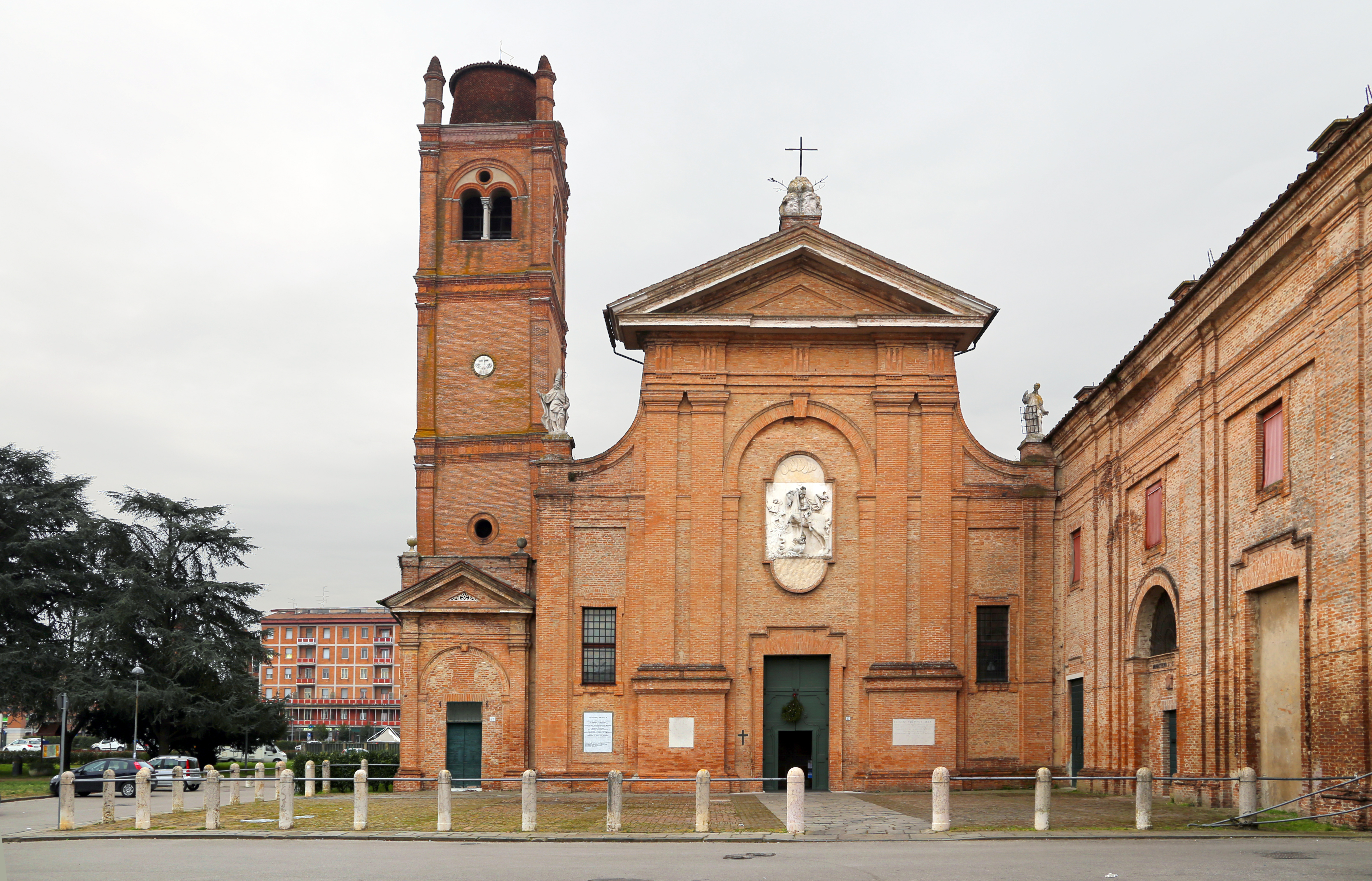
Basilica di San Giorgio fuori le mura.

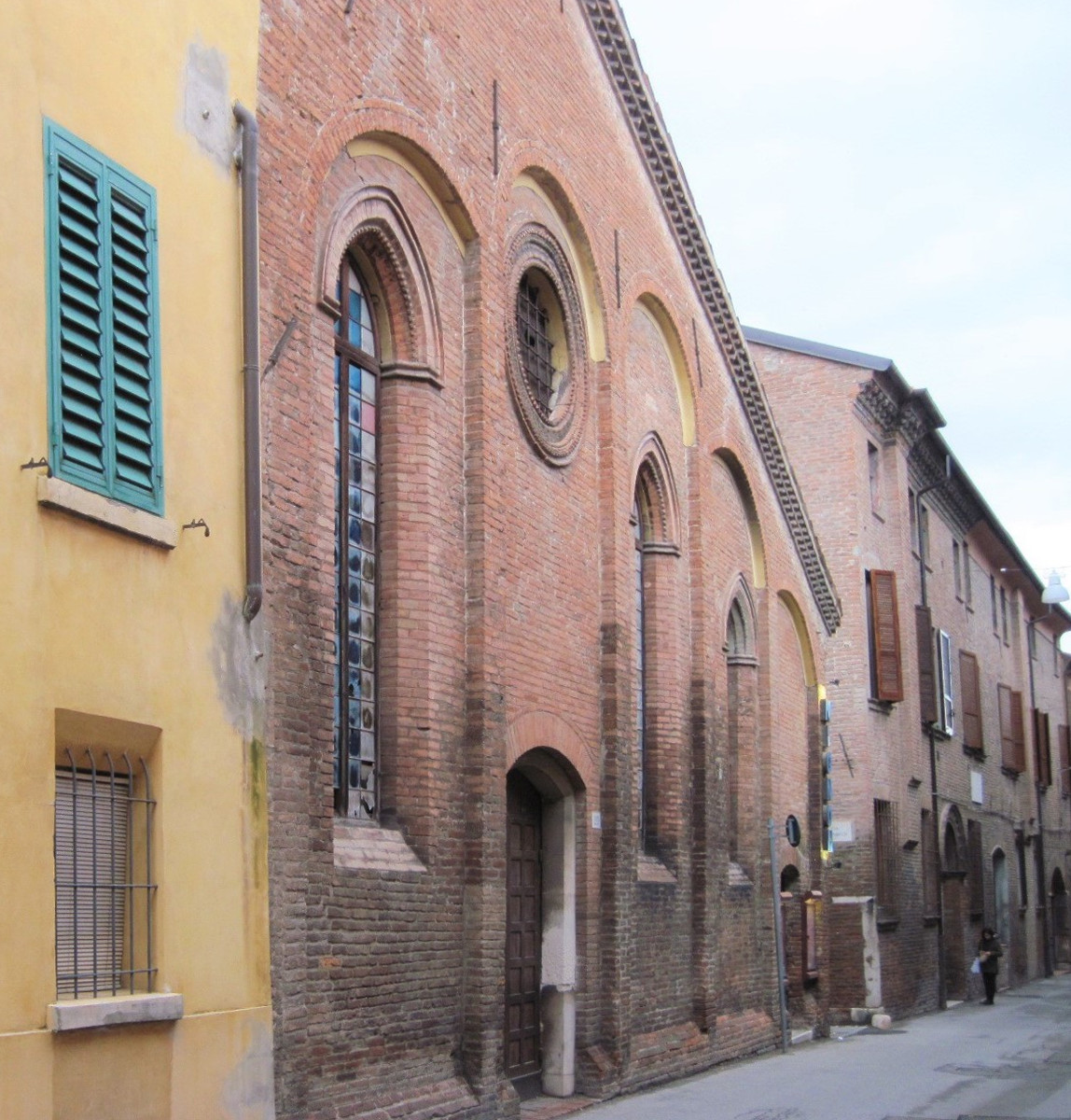
Chiesa sconsacrata di San Pietro, nella zona dell'antico castrum bizantino, in via Porta San Pietro. Fu la prima basilica edificata all'interno della cerchia delle mura cittadine, soppressa con l'arrivo delle truppe napoleoniche.

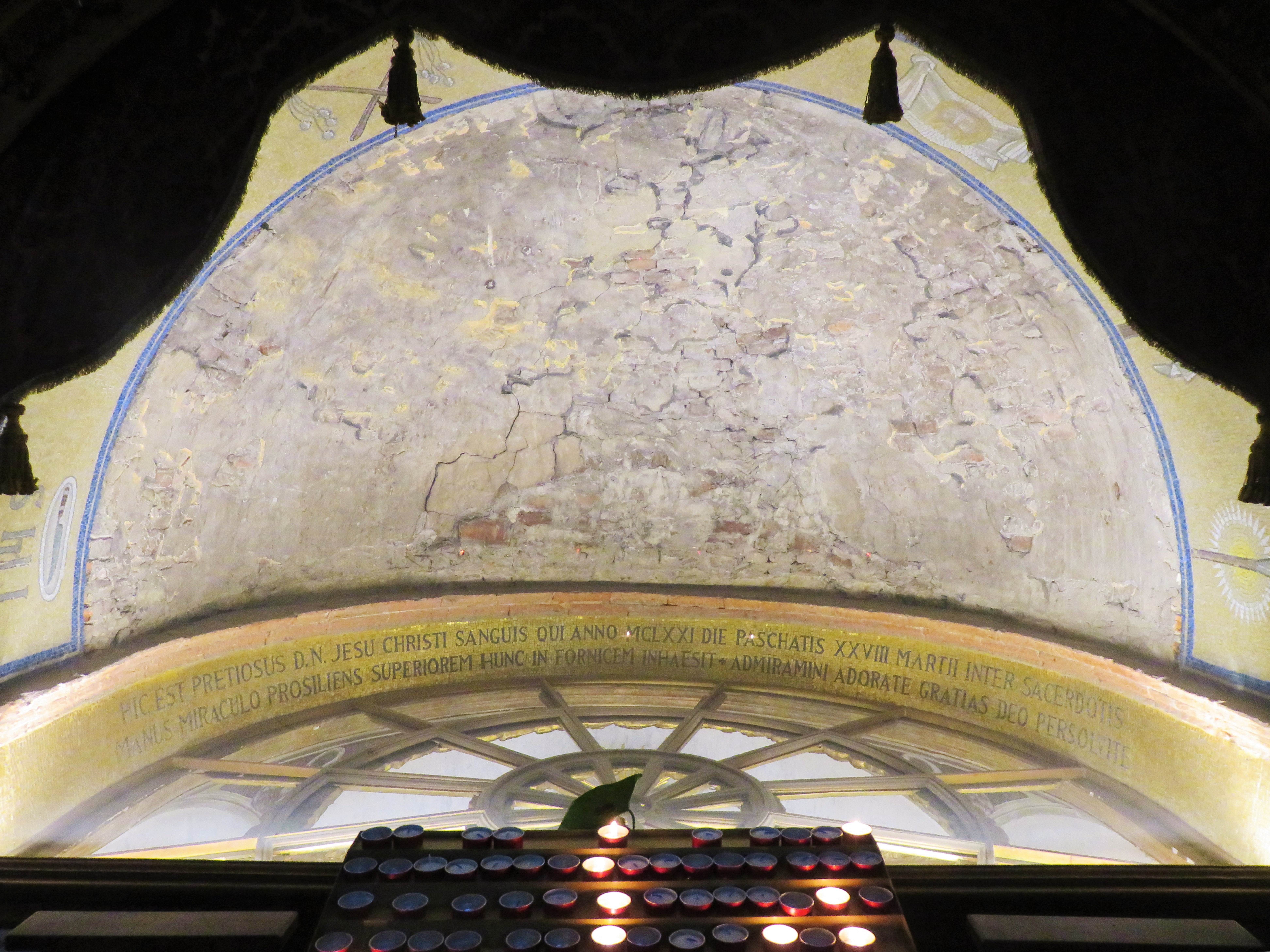
Volta a vela dell'antica chiesa di Santa Maria Anteriore, che si trovava accanto al castrum bizantino.

La città nacque come piccolo castrum bizantino su un'isola formata dai due rami del Po, il Volano e il Primaro. Il primo insediamento fu Ferrariola (in seguito Borgo San Giorgio)  e la nuova sede vescovile divenne la basilica di San Giorgio fuori le mura. Dall'isola di San Giorgio la popolazione lentamente si spostò sulle sponde settentrionali del Po. Qui sorsero le prime costruzioni significative (ospedale San Maurelio e Porta Romana). Il corso del Po allora corrispondeva grossomodo alle recenti via Ripagrande e via Carlo Mayr.
Dopo la fase medievale il periodo rinascimentale fu quello che segnò in modo marcato Ferrara, e l'anno di riferimento fondamentale fu il 1492, anno col quale si fa iniziare la maggiore opera urbanistica storica, l'Addizione Erculea, che disegnò la nuova Ferrara per volontà del duca Ercole I d'Este e dell'architetto di corte Biagio Rossetti.
Da quel momento il tessuto urbano si può suddividere nettamente in due parti, e la linea di separazione ancora esistente è rappresentata dall'asse viario costituito da Corso della Giovecca e da viale Cavour. Nella parte meridionale è collocata l'antica città medioevale con i suoi principali monumenti, il Castello Estense e la cattedrale di San Giorgio. Accanto a questi alcuni dei punti di riferimento ed oggetto di interesse turistico come piazza Trento e Trieste, via delle Volte e, leggermente a sud, l'antico borgo San Giorgio con la basilica di San Giorgio fuori le mura.
Nella parte settentrionale si colloca la Ferrara rinascimentale dell'Addizione Erculea con i suoi principali monumenti, primo tra tutti il Palazzo dei Diamanti. Tutto il Quadrivio degli Angeli, che si trova a circa metà del corso Ercole I d'Este, rimane un punto priviligiato, anche per la presenza di palazzo Prosperi-Sacrati e palazzo Turchi di Bagno. Alti luoghi che caratterizzano l'area sono la Piazza Ariostea, la Chiesa di San Cristoforo alla Certosa e il suo cimitero monumentale, oltre al cimitero ebraico di Ferrara-via delle Vigne.
Quando gli Este nel 1598 lasciarono la città, subentrò il governo dello Stato Pontificio e venne attuata la devoluzione Ferrara, da capitale che era, venne ridotta ad una semplice città di provincia e per alcuni secoli non vennero realizzate particolari modifiche nel tessuto urbano.
Seguirono le grandi opere urbanistiche del XX secolo. La prima tra queste fu l'Addizione Contini, iniziata prima della prima guerra mondiale, seguita dall'Addizione fascista, realizzata nel primo dopoguerra, e infine le grandi ricostruzioni realizzate negli anni cinquanta. Tutte queste poi vennero definite nel loro insieme Addizione Novecentista e tra i suoi principali ispiratori vi fu l'architetto Carlo Savonuzzi.

## Fondazione della città

### Nuova sede vescovile e prime strutture urbane
Fra il VII e l'VIII secolo continue invasioni barbariche devastarono l'allora sede vescovile di Voghenza che in epoca romana era una piccola cittadina situata sul ramo principale del Po e non lontana dalle principali strade del territorio come la Via Popilia, la Via Annia e la Via Emilia.
Durante una di queste, nel 644, venne ucciso il vescovo Maurelio (poi copatrono di Ferrara, con san Giorgio). La sede rimase vacante a lungo sino a quando venne trasferita in un sito ritenuto più sicuro, la Ferrariola che si trovava sulla sponda meridionale del ramo principale del Po. Quello fu il primo nucleo della futura città estense, seguito subito dopo da una fortificazione posta sulla riva opposta del fiume, che allora scorreva più a sud. La fortificazione, il castrum bizantino è stato individuato nella zona di via Porta San Pietro e ancora è possibile individuale l'antico perimetro dell'impianto viario, che ha la forma di un ferro di cavallo.
La prima citazione ufficiale della città risale al 753 quando il re longobardo Astolfo utilizzò il nome Ferrara in un documento scritto in cui la località era descritta come parte dell'Esarcato di Ravenna da lui controllato. Il dominio longobardo fu breve e già nel 774 il re franco Carlo Magno scoffisse i longobardi e pose la città e il suo territorio sotto il controllo della Santa Sede. Con la fine dei Carolingi Ferrara divenne parte del Regno d'Italia.
Tra la fine del X secolo e l'inizio dell'XI secolo Ferrara iniziò a vivere una situazione di città imperiale, sotto l'autorità dei conti di Canossa che nel 984 l'imperatore Ottone II di Sassonia  aveva affidato al primo di loro, Tedaldo di Canossa, già margravio di Toscana e conte di Modena e Canossa, e città papale, per i diritti derivanti dalla concessione di Carlo Magno. In quella fase storica Matilde di Canossa si schierò a favore del papato nelle lotte per le investiture.

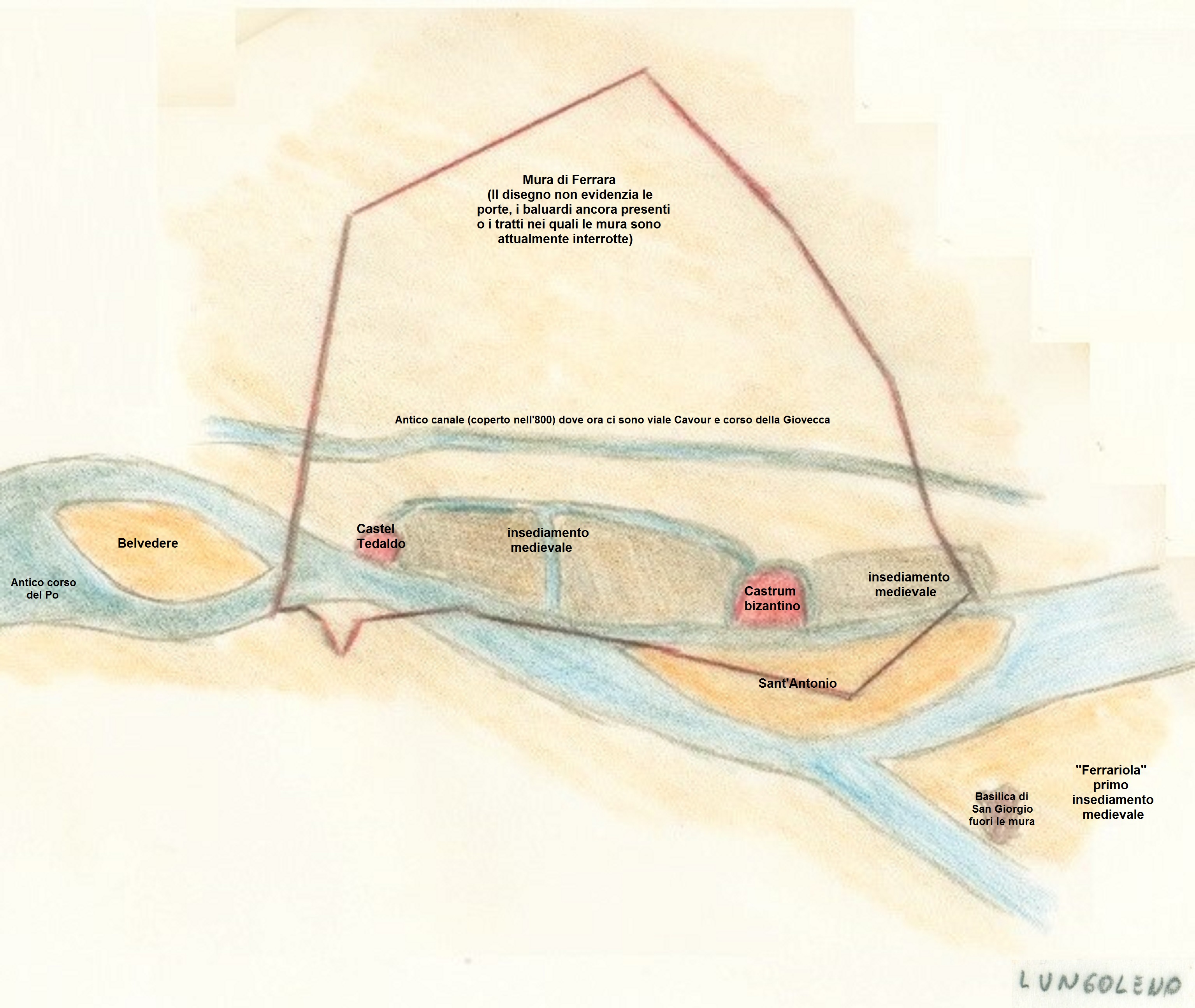
Siti dell'antica Ferrariola, del Castrum, di castel Tedaldo, dell'isola di Belvedere e della massima estensione raggiunta dalle mura cittadine.

### Castello dei Curtensi
Struttura fondamentale e primo nucleo della nuova città che si stava formando sulla sponda settentrionale del Po fu il castello dei Curtensi, nato per proteggere da nord la sede vescovile posizionata nell'isola di San Giorgio, chiamata Ferrariola, con la basilica di San Giorgio fuori le mura. Quello fu il momento nel quale cominciarono a nascere le mura di Ferrara partendo da quella fortificazione che aveva inizialmente la funzione di mantenere i militari di guardia al punto di attracco del traghetto e poi ebbe la necessità di dare alloggio alle loro famiglie sino a diventare sempre di più una cittadella autonoma dalla sede vescovile sull'altro lato del Po. 
La struttura del castrum cominciò ad avere le sue vie di comunicazione, ed iniziò ad allungarsi lungo la sponda del fiume e formare così la prima vera città, la città lineare, a nord della quale si estendeva un vasto territorio pianeggiante con molte aree ancora acquitrinose. L'antico corso del fiume si trovava sul sito delle recenti via Ripagrande e via Carlo Mayr. Via delle Volte era allora di fianco alle rive del Po e poco più a nord era presente già l'asse viario parallelo costituito dalla via dei Sabbioni, individuabile nelle moderne via Mazzini e via Saraceno.

## Periodo medievale

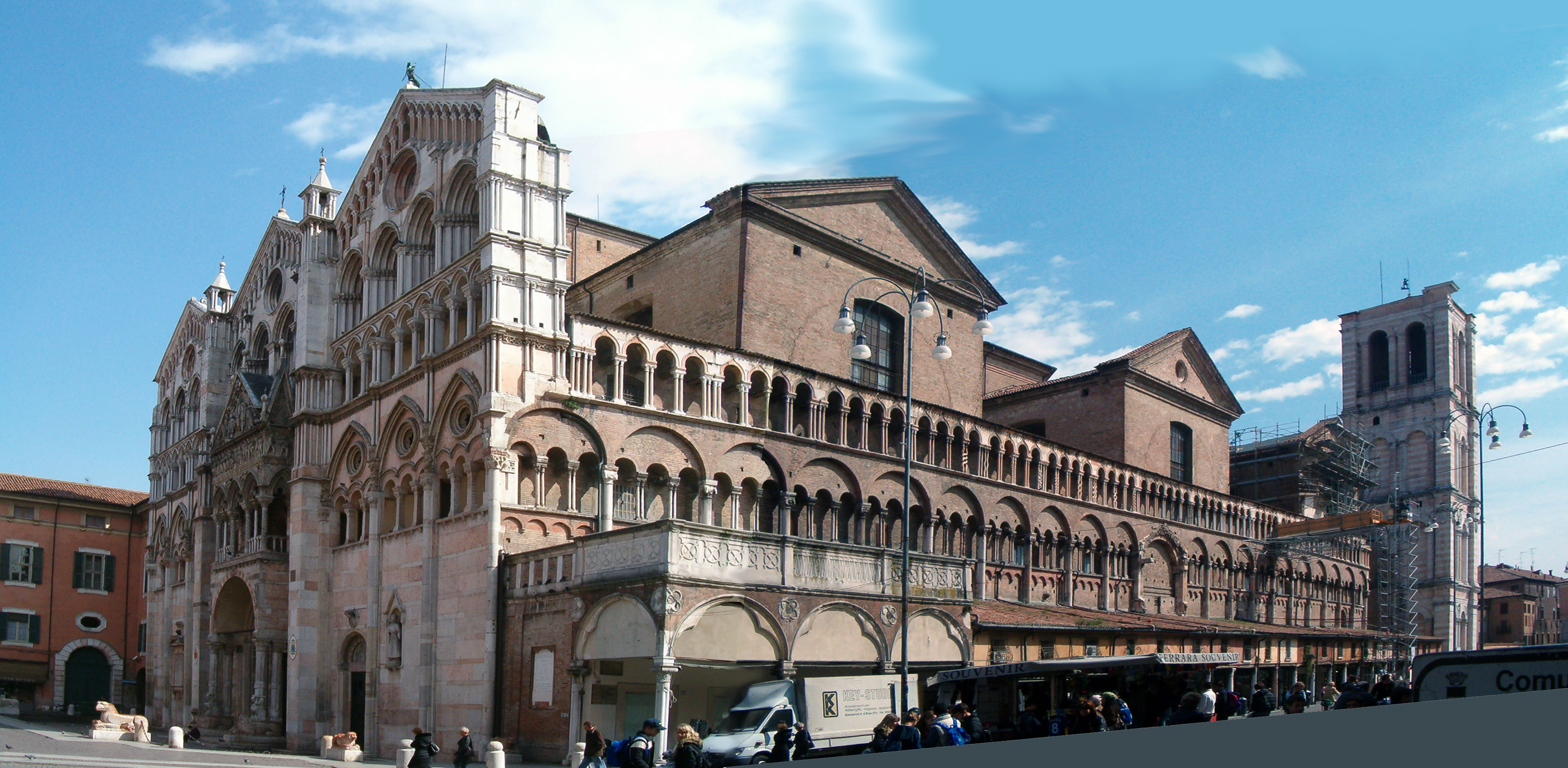
Cattedrale di San Giorgio che si affaccia sulla piazza Trento e Trieste e, in secondo piano, il Palazzo Arcivescovile.

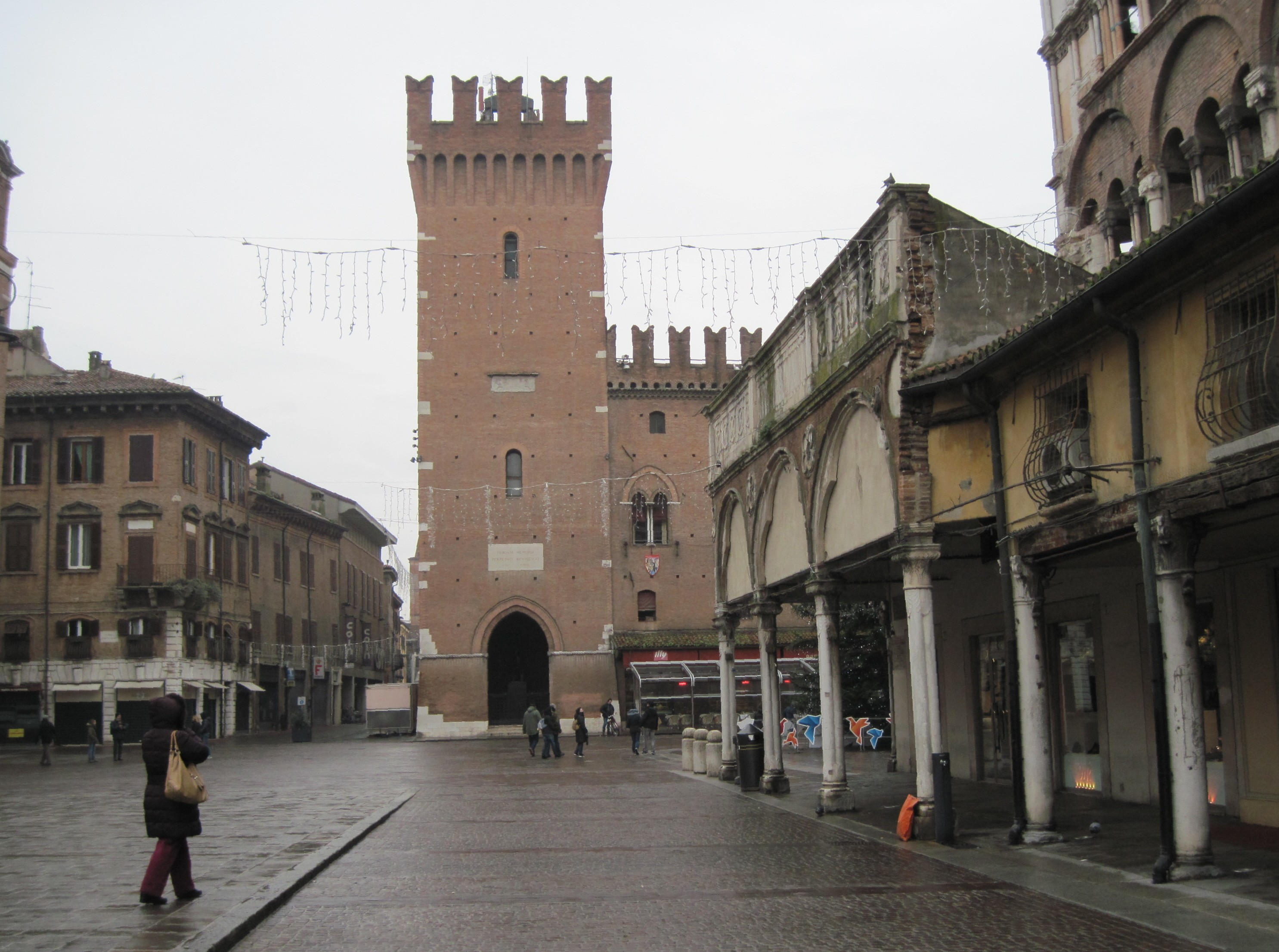
Piazza Trento e Trieste con la torre della Vittoria.

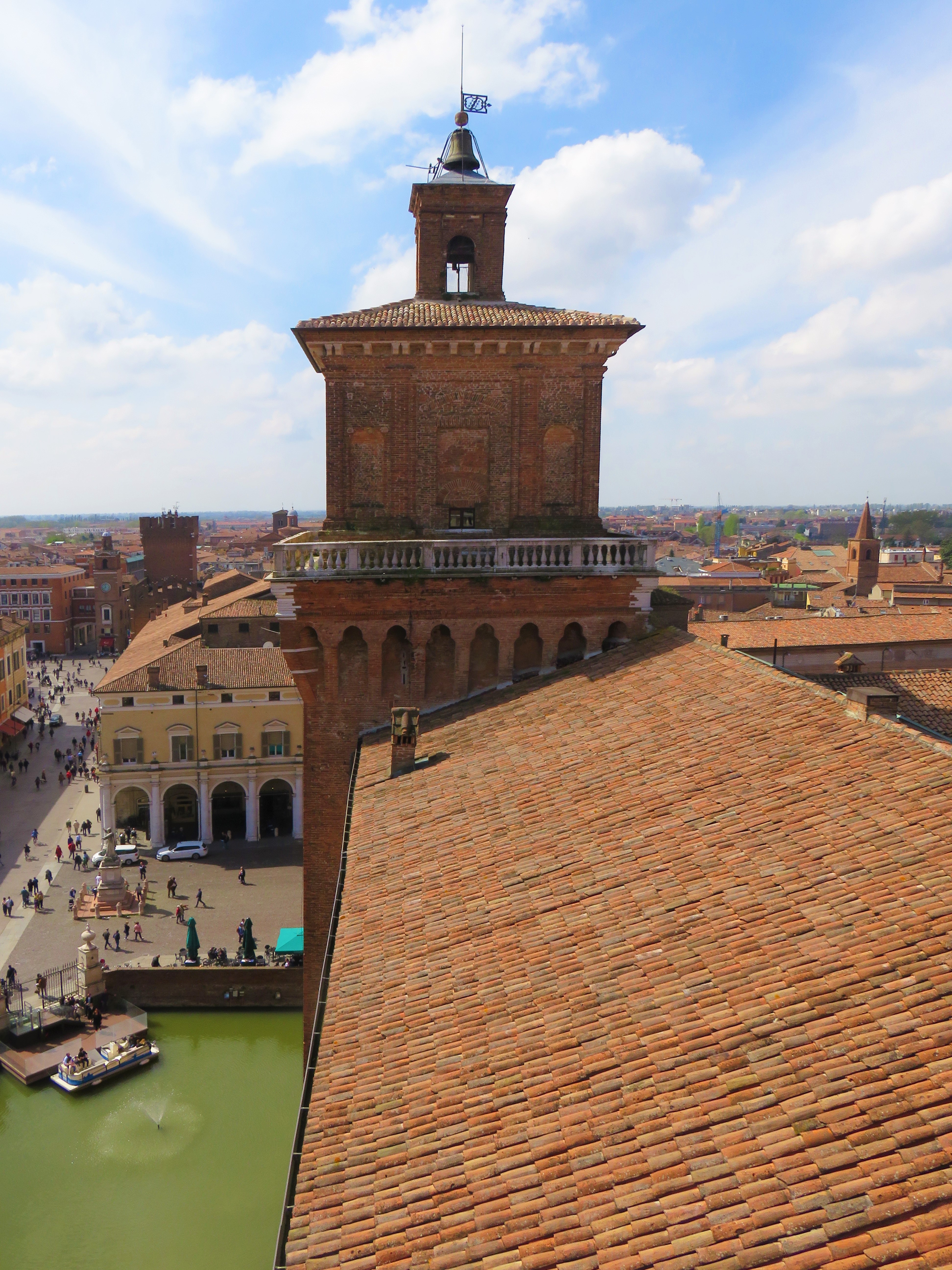
Vista dalla torre dei Leoni del Castello Estense sul centro cittadino. Palazzo Municipale e piazza Savonarola.

Il progressivo ampliamento dei nuovi insediamento sulla sponda a nord del fiume fece lentamente decadere il ruolo centrale che sino a quel momento aveva rivestito la zona della Ferrariola che si avviò a diventare un quartiere periferico e fuori dalle mura della nuova Ferrara. Fu necessario quindi dotare il centro nascente di sedi per il potere amministrativo politico e per il potere religioso. All'inizio del XII secolo si iniziò a costruire la nuova cattedrale di San Giorgio, consacrata nel 1135, e accanto a questa prese sempre più importanza l'area della piazza delle Erbe (che avrebbe molto più tardi assunto il nome di piazza Trento e Trieste), luogo destinato al mercato cittadino. Nello stesso periodo, a partire dal 1245, venne costruito il nuovo Palazzo Comunale, che divenne la prima residenza dei marchesi d'Este, e subito dopo fu eretto il palazzo vescovile, separato dalla cattedrale dalla storica via Guglielmo degli Adelardi. Il centro cittadino venne così definito, e la piazza che in quel periodo separava il palazzo del potere politico da quello del potere religioso acquistò nel tempo sempre maggiore importanza, acquisendo il nome di corso Martiri della Libertà.
Sin quasi alla fine del XIV secolo il centro cittadino quello attorno agli edifici del palazzo comunale, del palazzo vescovile e della cattedrale. La Torre dei Leoni rappresentò a lungo l'estrema difesa rivolta a nord, posta sulla cinta muraria del periodo che non era ancora stata completata. Fu solo con l'Addizione di Niccolò II che il primo impianto urbanistico cominciò ad essere definito storicamente. Determinante per tale mutamento fu una rivolta che mise in pericolo la stessa famiglia del marchese e che spinse Niccolò II d'Este ad affidare a Bartolino da Novara la costruzione di una fortezza difensiva che sino a quel momento mancava. Nel 1385 quindi venne realizzato il nuovo Castello Estense (o Castello di San Michele).
Il progetto realizzato vide un nuovo sistema di mura di cinta e la Torre dei Leoni divenne una delle quattro della nuova fortezza, che da quel momento ebbe a proteziona anche un fossato che la circondò completamente. Contemporaneamente fu attuato un ampliamento cittadino e venne creato un nuovo asse viario a nord, quasi parallelo alle già esistenti via Ripagrande e via delle Volte. Questo parte da piazza del duomo ed arriva sino alla cerchia delle mura ad est e vennero anche edificati importanti palazzi storici come Casa Romei e Palazzo di Renata di Francia, poi sede dell'Università degli Studi di Ferrara. Si tratta delle recenti via Guglielmo degli Adelardi, via Voltapaletto, via Savonarola e via Cisterna del Follo

## Rinascimento
Con l'Addizione di Niccolò II la città si era ampliata con nuovi quartieri entrati nel tessuto urbano nella zona a nord est. Quella successiva, l'Addizione di Borso, estese l'area compresa nelle mura sino al ponte di San Giorgio, a sud-est, ma lasciò all'esterno l'antica cattedrale.
L'agglomerato urbano si trovava ancora molto legato alle sponde del Po, che anticamente aveva un corso diverso da quello dei secoli successivi, e la città era ancora di tipo lineare, con uno sviluppo molto maggiore secondo la direttiva est-ovest e ancora molto limitato nelle direzioni nord e sud. Specialmente a nord erano presenti ampie aree, come quella del Barco, che furono a lungo utilizzate dagli Este come riserve di caccia.

### Addizione Erculea

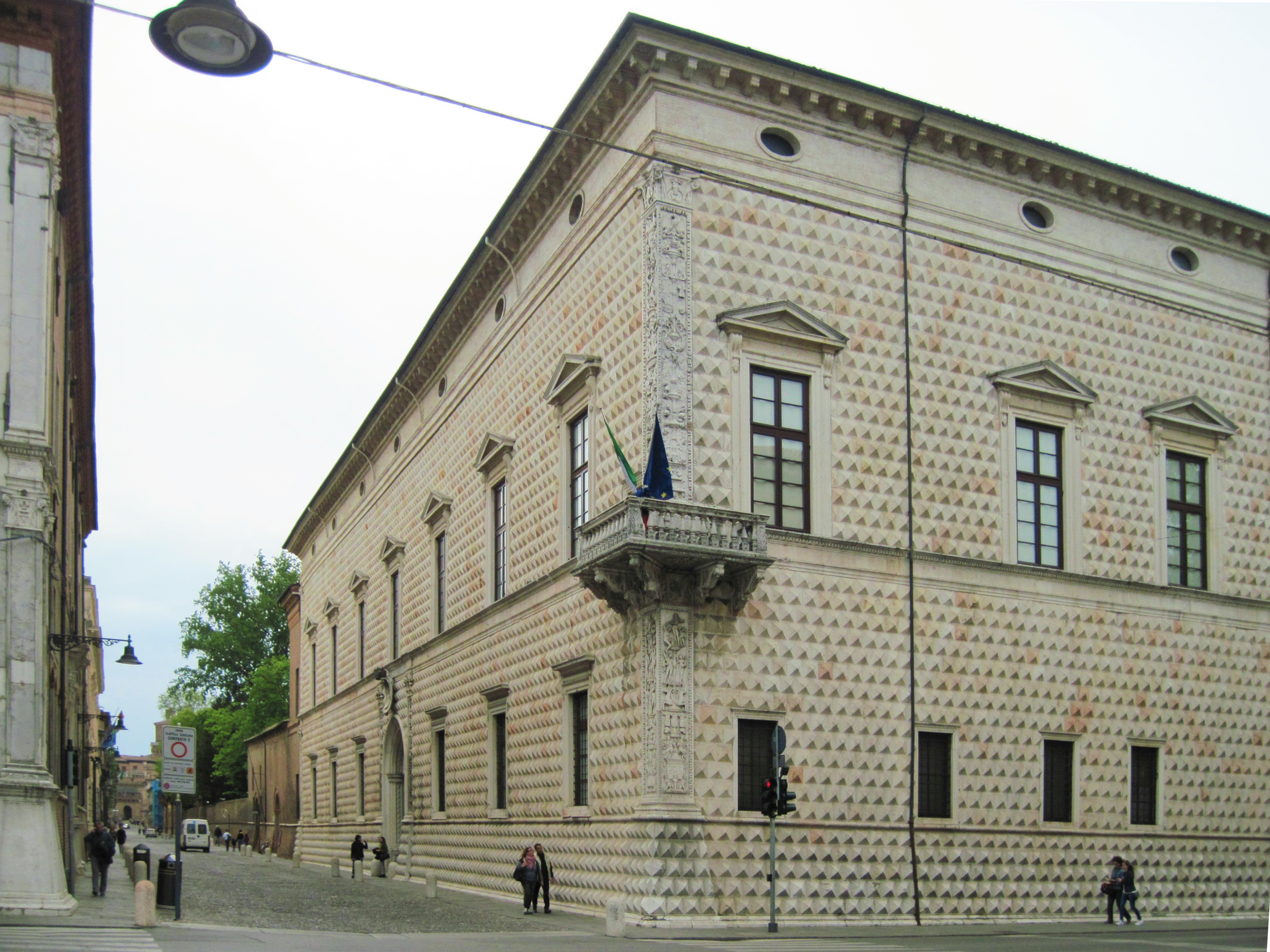
Il Palazzo dei Diamanti, nel Quadrivio degli Angeli.

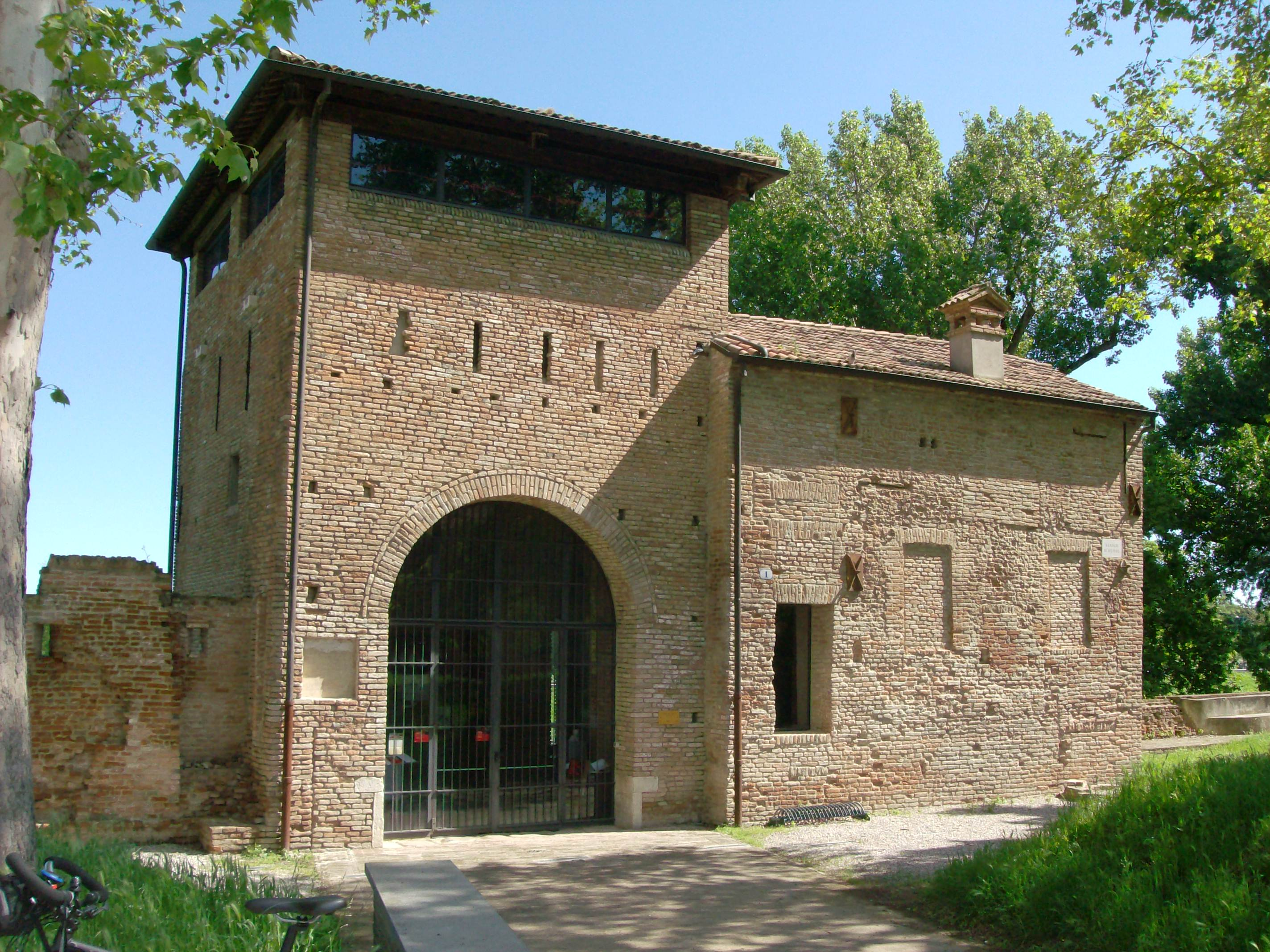
Antica porta degli Angeli, la principale difesa a nord costruita sulle mura posta alla fine di corso Ercole I d'Este.

Il duca Ercole I d'Este attuò a partire dagli ultimi anni del XV secolo un ambizioso progetto urbanistico che portò a raddoppiare la superficie cittadina difesa dalle mura ispirato da principi razionali ed affidandone la realizzazione all'architetto Biagio Rossetti. Le opere preparatorie vennero avviate nel 1484, subito dopo aver subito l'assedio da parte della Serenissima. Era diventato necessario difendere il nord ed allargare il perimetro della mura. Il Torrione del Barco divenne il punto di difesa esterna più a nord ovest, concepito come fortificazione alla moderna, e lo spazio interno fu affidato a Rossetti che propose una visione urbanistica legata all'idea della città ideale realizzando così una delle aspirazioni di Ercole, che aveva avuto una formazione classica alla corte di Napoli. La realizzazione dell'Addizione Erculea fu compresa in quasi un ventennio, partendo dal 1492 e concludendosi nel 1510 circa. Nel nuovo tessuto urbano vennero comprese proprietà ed edifici già degli Este ed un'enorme area agricola che fu a lungo l'unico caso in Italia di uno spazio così ampio dedicato all'agricoltura entro una cinta urbana.
Le opere gigantesche per il periodo compresero l'interramento del canale che sino ad allora si trovava al nord e permettere così la nascita del corso della Giovecca, la nuova direttrice viaria dell'addizione. Dove arrivavano le antiche vie medievali, sull'altro lato del corso, nacquero le vie rinascimentali che si fusero con la struttura precedente. L'ispirazione venne in parte dall'urbanistica romana descritta da Marco Vitruvio Pollione, che concepiva la rete viaria fondata su principi ortogonali che partono da due assi principali. A Ferrara questi furono la via degli Angeli, che parte dal Castello Estense e termina alla Porta degli Angeli, sulle mura a nord verso rampari di Belfiore, e la via ininterrotta, retta e lunghissima che corre da est a ovest collegando Porta Po e Porta a Mare, i bastioni delle mura. Questa seconda via venne chiamata via dei Prioni (in seguito fu suddivisa in tre parti: corso Porta Po, corso Biagio Rossetti e corso Porta Mare).
La rivisitazione della pianta romana classica da parte di Rossetti vide cardo e decumanus molto diversamente da come erano intesi sino a quel momento. Il Quadrivio degli Angeli rispettò solo all'apparenza le regole storiche perché l'asse costituito via dei Prioni ebbe certamente la funzione di via di attraversamento della città più a nord, al centro dell'addizione, ma si pose come strada che univa e separava, rendendo impossibile proseguire su un percorso rettilineo chie si spostava da nord a sud e viceversa, obbligando così a deviazioni studiate per aprire gli spazi a nuove e diverse prospettive. Nacquero in quel momento la Piazza Nuova (poi Piazza Ariostea) nella parte ad est e la chiesa di San Benedetto verso ovest.

### Prima città moderna d'Europa
L'Addizione Erculea ha valso a Ferrara la definizione di prima città moderna d'Europa ed il suo l'inserimento fra i Patrimoni dell'umanità dall'UNESCO. Le sue mura vengono esplicitamente citate tra i criteri di iscrizione della città ai siti UNESCO rispettivamente a Berlino nel 1995 e a Marrakech nel 1999.

## Secoli XVII e XVIII

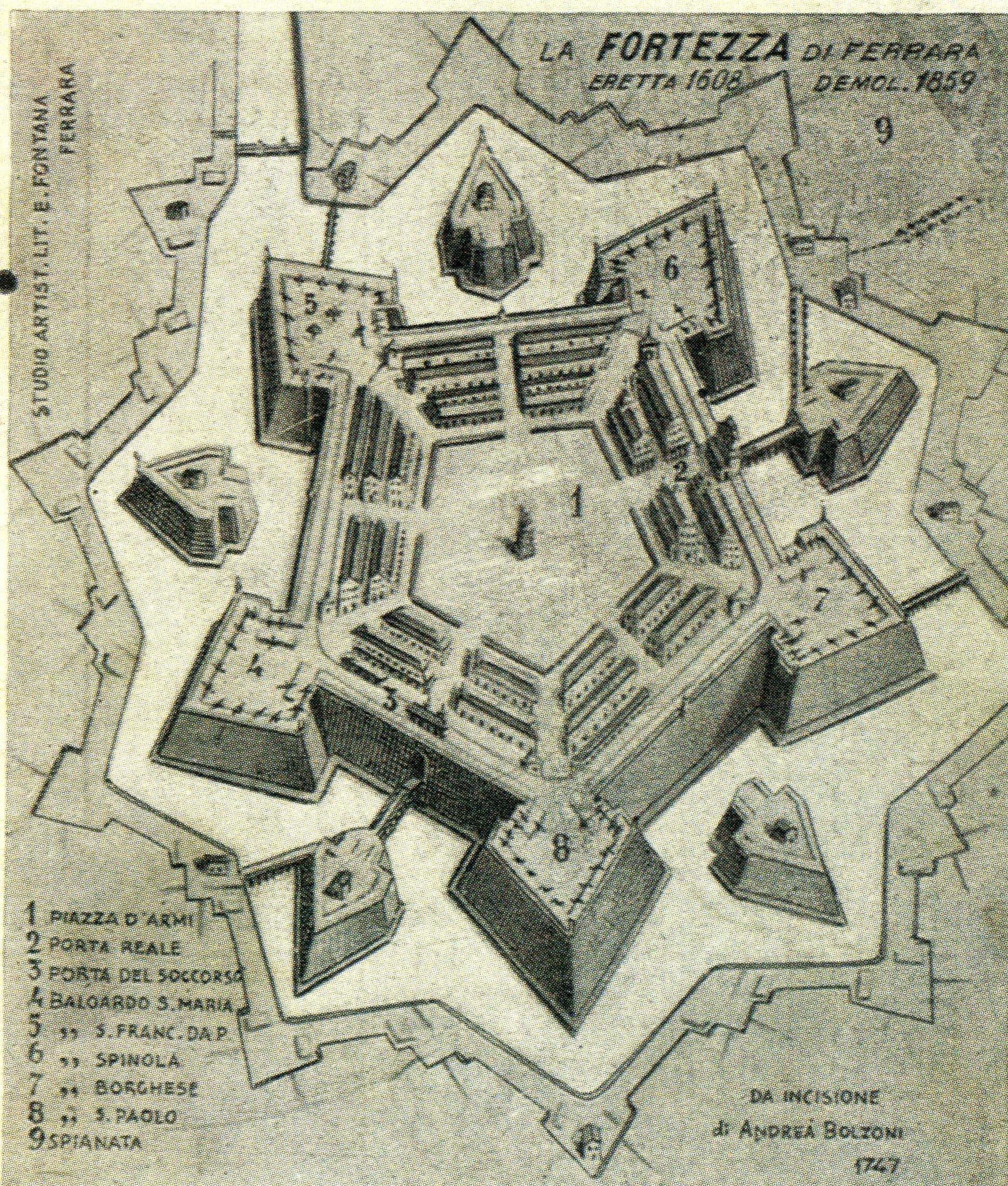
Fortezza di Ferrara.

Con la devoluzione di Ferrara il governo passò dagli Este allo Stato Pontificio e l'antica capitale divenne semplice città di provincia. Conseguenze sulla struttura urbana furono la nascita del ghetto con cambiamenti e restrizioni alla viabilità nel centro storico e, ancora più importanti, le modifiche apportate al sistema difensivo cittadino con la nascita della Fortezza. Il progetto fu pensato da papa Clemente VIII e realizzato da papa Paolo V (fu anche chiamata cittadella di Paolo V). Questa comportò la distruzione di monumenti importanti come l'antico Castel Tedaldo e la delizia di Belvedere oltre all'abbattimento di interi quartieri, chiese e monumenti medievali. Circa ventimila persone furono obbligate ad abbandonare i luoghi dove vivevano, la metà della popolazione cittadina del periodo. La costruzione della Fortezza fu inizialmente affidata all'architetto Giovan Battista Aleotti.

## Secolo XIX

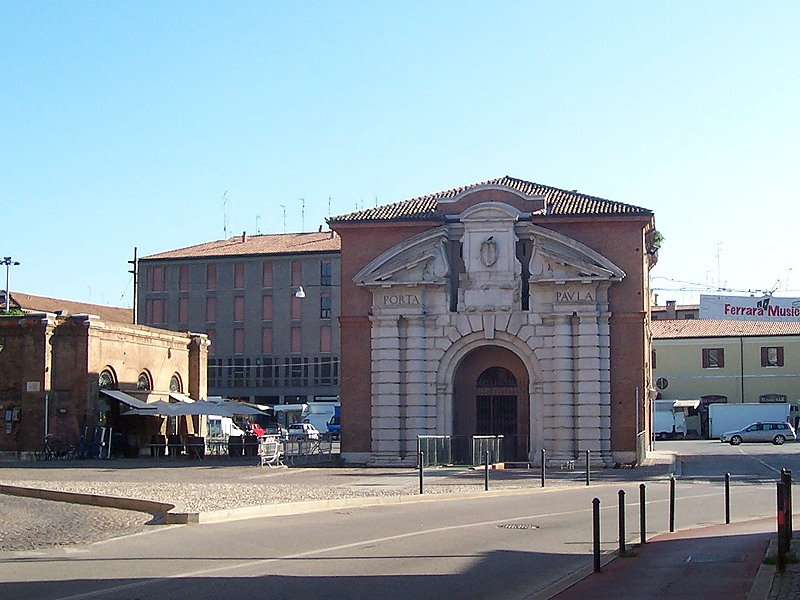
Porta Paola.

Dopo decenni di progressiva e lenta decadenza, in seguito alla cacciata degli estensi che avevano dovuto abbandonare la città allo Stato Pontificio, Ferrara riacquistò in parte nuova vitalità grazie al recupero di alcune aree della città. 
A partire dal 1807 venne realizzato un progetto che prevedeva l'istituzione in città delle cosiddette barriere, ovvero entrate monumentali con la funzione, grazie anche all'utilizzo di grandi cancelli, di un maggior controllo sull'ingresso nel centro abitato, fondendosi con la cinta muraraia preesistente. Il luogo individuato per tale opera fu in corrispondenza della Porta a Po, oramai non più esistente. Le Barriere di Porta Po furono poste al confine con Corso Porta Po e con l'attuale Viale Cavour, ovvero la prosecuzione del Corso della Giovecca. Dalle barriere dipartivano tre vie, la prima, sulla sinistra, costeggiava le mura dall'interno, la seconda proseguiva invece al di fuori di esse mentre la terza andava ad unirsi all'antica via che conduceva in direzione di Modena.
Successivamente fu presentato il progetto di riqualificazione di Porta Paola e della zona di accesso da sud. In tale ambito furono individuate due vie che sarebbero penetrate dalle mura sui due lati di Porta Paola e avrebbero raggiunto Piazza San Crispino (poi Piazza Trento e Trieste) in corrispondenza del Palazzo della Ragione. Entrando da Porta Paola si incontrava un piazzale dal quale le due vie, Porta Reno e Travaglio, sarebbero arrivate sino alla piazza centrale. Tale opera servì anche a riqualificare quella zona della città caratterizzata da caseggiati fatiscenti: oggi tali vie sono diventate corso Porta Reno, sulla sinistra di Porta Paola, e via San Romano, sulla destra, mentre il piazzale posto sul retro della porta venne chiamato piazza del Travaglio, nome ancora attuale.

## Secolo XX

### Addizione Novecentista
A partire dagli anni venti del novecento a Ferrara vi fu un nuovo cambiamento urbano atto a riqualificare zone ormai obsolete e disagiate, l'Addizione Novecentista. In epoca fascista si delineavano alcune correnti artistiche, ed in particolare architettoniche, che contraddistinsero quel periodo. Anche a Ferrara, come accadde in numerose altre città italiane, vennero costruiti numerosi edifici e si adattarono intere zone riprendendo i caratteri generali dell'architettura fascista e riconducibili al movimento denominato razionalismo italiano.
Nella città estense numerosi sono i monumenti ancora oggi esistenti che ne caratterizzano alcune parti. Una delle azioni architettoniche più rilevanti fu quella che si riconduce sotto il termine di Addizione Novecentista, attuata a partire dagli anni venti, in particolare dall'architetto Carlo Savonuzzi il quale fu incaricato dal Comune di Ferrara, diretto dal 1926 dal podestà Renzo Ravenna, di urbanizzare secondo questi nuovi criteri alcune zone della città. Ravenna apparteneva all'entourage di Italo Balbo, e in quegli anni si voleva riportare Ferrara agli antichi fasti rinascimentali.
L'opera di maggiore rilievo vide la sua realizzazione nei pressi del Castello Estense dove in antichità era ubicato l'oratorio di Sant'Anna che divenne in seguito sede dell'Arcispedale cittadino. Nel 1927 tale ospedale fu trasferito in una nuova sede in Corso Giovecca e di conseguenza i terreni e gli immobili atti ad ospitare gli ambienti del nosocomio divennero inutili. L'architetto Savonuzzi fece abbattere tali edifici, pur mantenendo intatto l'antico chiostro dell'oratorio, e qui vi edificò numerosi edifici in stile razionalista. Vi sorsero dapprima la Scuola elementare Alda Costa costruita fra il 1932 e il 1933, poi il Museo di storia naturale fra il 1935 e il 1937, in seguito fu eretto il Conservatorio Girolamo Frescobaldi e il Complesso Boldini entrambi fra il 1935 e il 1939.
Lungo l'asse di Viale Cavour sorsero il Palazzo delle Poste, la Casa del Fascio e il Palazzo dell'Aeronautica.
Nel Rione Giardino vennero edificati l'Acquedotto e la Caserma Pastrengo.

## Secolo XXI

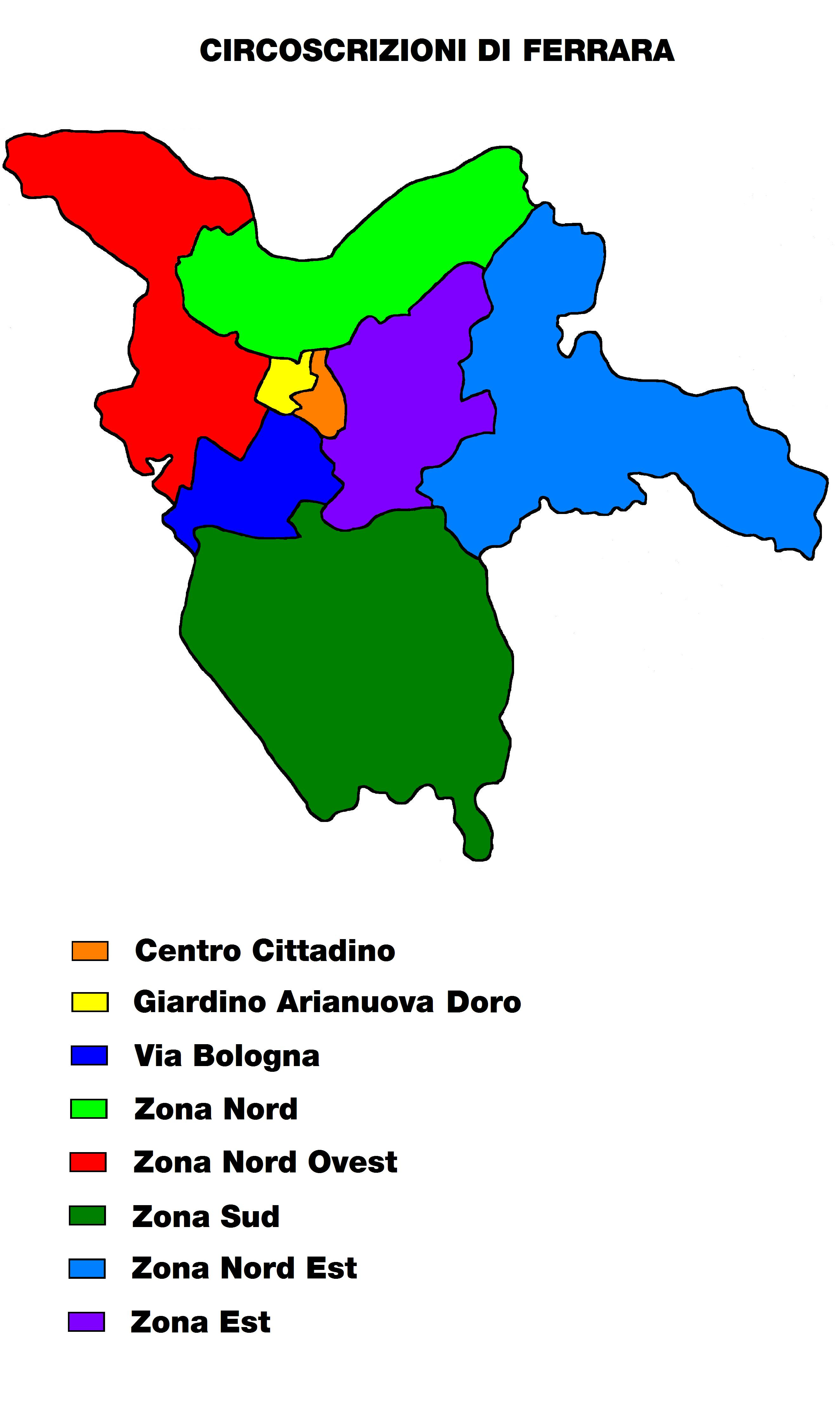
Le circoscrizioni comunali di Ferrara

### Circoscrizioni
Le circoscrizioni di Ferrara sono otto: Centro Cittadino, Giardino Arianuova Doro, Via Bologna, Zona Nord, Zona Sud, Zona Nord Ovest, Zona Est e Zona Nord Est.

### Frazioni
Ferrara e l'area del suo territorio comunale è formata da molte frazioni che ne delimitano i confini con la provincia. Le più significative fra esse sono Pontelagoscuro, ovvero l'antico porto fluviale della città situato a nord della città, e Pontegradella, anch'essa rappresentante un antico porto fluviale anche se oggi la frazione non dispone più di nessun asse fluviale ed è interamente collocata nella campagna. Le altre frazioni degne di interesse sono:
- Fossadalbero
- Francolino
- Malborghetto di Boara
- Porotto
- Sant'Egidio
- Voghenza

### Borghi
Tradizionalmente la città veniva divisa in otto contrade, quattro delle quali, all'interno delle mura, erano chiamati rioni, e altri quattro, esterni, chiamati borghi. Ancora in tempi recenti il Palio di Ferrara suddivide la città in: 
- Rioni: Rione San Paolo, Rione Santo Spirito, Rione Santa Maria in Vado e Rione San Benedetto e in
- Borghi: Borgo San Giacomo, Borgo San Giorgio, Borgo San Luca e Borgo San Giovanni.

Nel 1438 la Ferrara medioevale era costituita da diversi agglomerati abitati, alcuni presenti all'interno delle mura altri invece situati nelle immediate periferie. Esistevano quattro borghi collocati fuori dalla cinta muraria, i cui confini erano segnati dalle strade che li delimitavano. A nord-ovest esisteva la Porta San Biagio dalla quale dipartiva una strada che portava sino a Mizzana la quale, proseguendo a nord, arrivava sino a Santa Maria del Pino e a Pontelagoscuro: si creava così il Borgo Superiore.
Dal termine a nord di Via Borgo dei Leoni, così chiamata perché prospiciente l'antica Torre dei Leoni del Castello Estense, si dislocavano tre strade: la prima delimitava il Borgo San Biagio che andava da Santa Maria del Pino, a San Barnaba e a Pontelagoscuro. La seconda strada, detta Spazzarusco, collegava Via dei Piopponi a Santa Maria degli Angeli e alle delizie ducali di Belfiore e del Barchetto. La terza via, partendo da Via Borgo dei Leoni, collegava la città a Francolino passando per San Leonardo e Santa Lucia Vecchia. Il Borgo della Pioppa era ad est della città, delimitato dalla prosecuzione di Via Borgo dei Leoni e dal Borgo di San Guglielmo di cui condivideva i confini.